# Guildfordia hendersoni
Guildfordia hendersoni là một loài ốc biển đã tuyệt chủng, thuộc họ Turbinidae. 